# Neigem
Neigem est une section de la ville belge de Ninove dans le Denderstreek située en Région flamande dans la province de Flandre-Orientale. C'était une commune à part entière avant la fusion des communes de 1977.

## Toponymie
al Aluet (1194), de Allodio (1195), Laluet (1212), de Alodio (1218)

## Démographie

### Évolution démographique
- Sources : INS, Rem. : 1831 jusqu'en 1970 = recensements, 1976 = nombre d'habitants au 31 décembre[3].

## Monuments
- L'église Sainte-Marguerite de style gothique.
- La chapelle romane dédiée à Notre-Dame.

## Sites
Le bois protégé de Neigem.

## Curiosité
L'observatoire astronomique public Nysa situé Pastorijstraat.

## Personnalités
Le poète néo-latin Petrus van der Borcht (1676 - 1739 ) fut curé de Neigem où il mourut. Il est entre autres l'auteur des poèmes latins et des chronogrammes ornant la Grand-Place de Bruxelles.